# Tomba Bernardini
La Tomba Bernardini è una tomba principesca scoperta casualmente nel 1876 a Palestrina.

## Descrizione

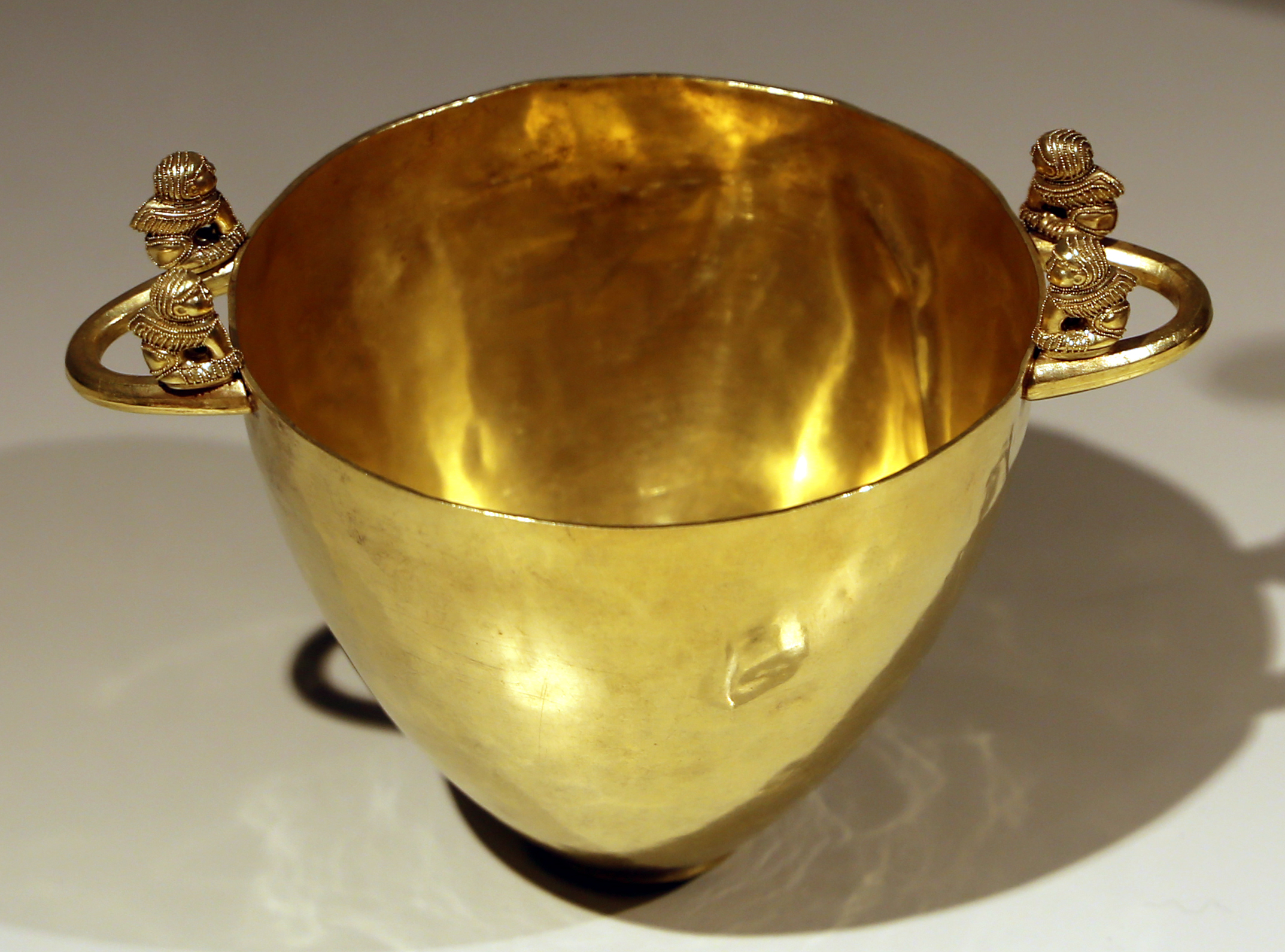
Kotyle in oro

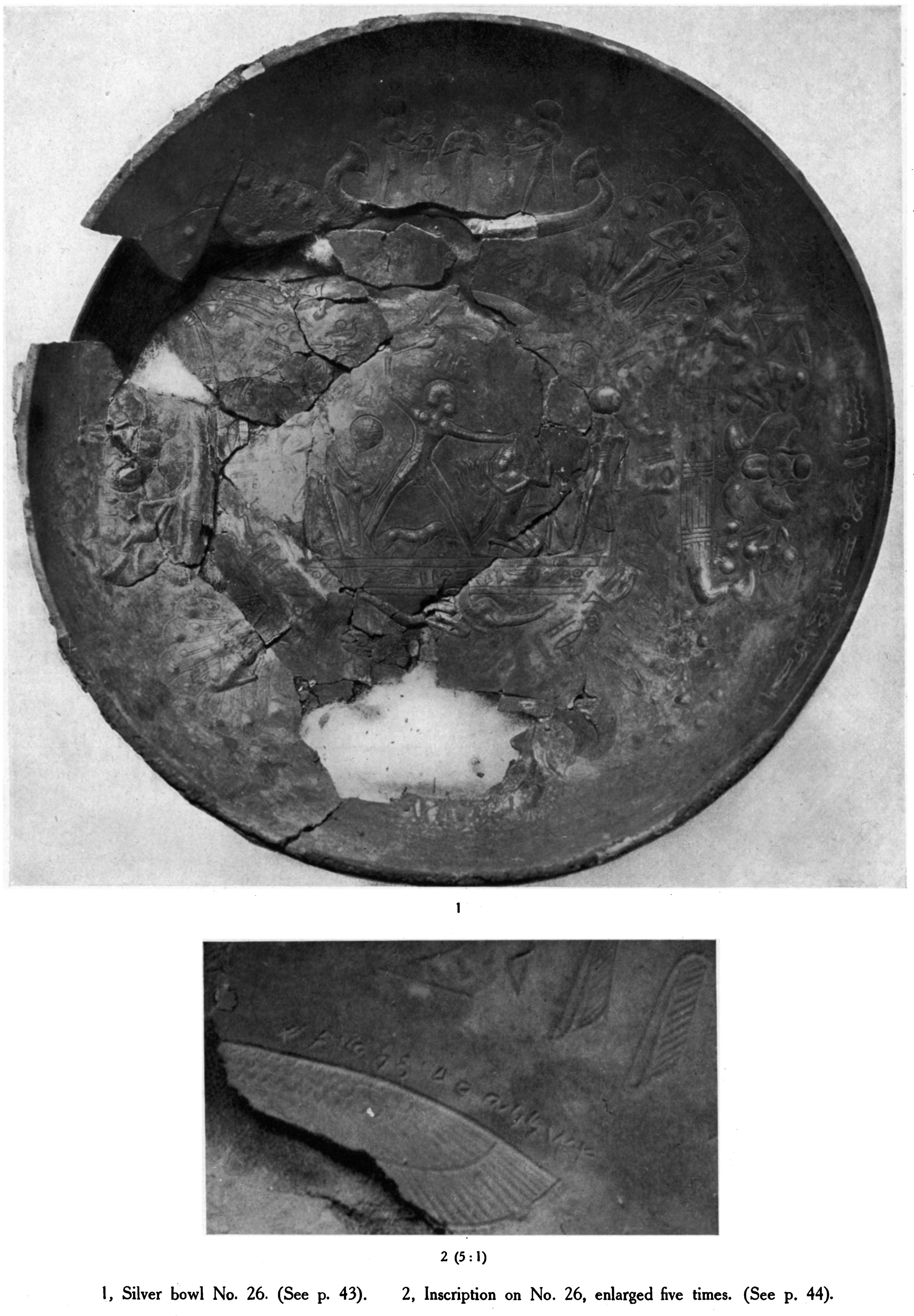
Coppa fenicia in argento con iscrizione dalla tomba Bernardini

La tomba fu scoperta casualmente nel 1876, e sebbene si siano perse notizie riguardo alla sua ubicazione, si è conservata un'accurata descrizione della sepoltura.
Come per la Tomba Barberini, si tratta di un rilevante ritrovamento riferibile alle popolazioni storiche del Lazio, sia per l'epoca in cui avvenne, sia per il materiale ritrovato, oggi esposto nel Museo nazionale etrusco di Villa Giulia.
Il sepolcro di tipo a fossa, misurava 6 per 4 metri, ed era accompagnato da un'altra fossa più piccola, dove erano deposti gli oggetti personali del defunto. Proprio dalla tipologia di questi si sa che era un uomo, mentre la loro qualità ne attesta l'elevata posizione sociale.
Gli oggetti ritrovati sono databili ad un periodo compreso tra il 680 e il 650 a.C.. Tra questi si segnala una piastra in oro, un pettorale, animato da oltre un centinaio di figurine di animali. Oltre a questo ritrovamento, sono emersi preziosi vasellami, un kotyle d'oro, un piccolo calderone con dei serpenti, una rara coppa di vetro azzurro e un'iscrizione latina estruscheggiante.
A questa tomba potrebbe far riferimento il ritrovamento della Fibula prenestina, che da lì sarebbe stata trafugata  dall'archeologo tedesco Wolfgang Helbig, anche se al riguardo non vi è certezza.